# Gnetum venosum
{{#ifeq:0|0|{{#if:|{{#if:Gnetumvenosum|[[]}}|}}}}
Gnetum venosum — вид голонасінних рослин класу гнетоподібних.

## Поширення, екологія
Країни проживання: Перу; Венесуела. Зустрічається в первинних дощових лісах низовини, часто поблизу річок або затоплених районів.

## Загрози та охорона
Хоча великі площі басейну Амазонки залишаються недоторканими, є значний тиск на вологі ліси у межах ареалу цього виду. Розробка уздовж доріг, вирубка лісів для деревини або розведення великої рогатої худоби і гірничі роботи — всі уявляють загрозу.